# El contrari del sexe
El contrari del sexe  (títol original: The opposite of sex) és una pel·lícula estatunidenca de Don Roos estrenada el 1998. Ha estat doblada al català.

## Argument
Una adolescent trastornat de 16 anys, Dedee Truit abandona la seva família i marxa a viure amb el seu germanastre, Bill, un professor d'anglès homosexual que viu en parella amb Matt després d'haver perdut del sida el seu ex, Tom, la germana del qual no és altra que la seva millor amiga, Lucia Delury, una soltera aburgesada i una mica frustrada.
Dedee, que aconsegueix l'antipatia de l'espectador per la seva falta de principis i el seu pessimisme, té un astut plaer a sembrar la zitzània a la parella del seu cunyat.

## Repartiment
- Christina Ricci: Deedee Truitt
- Martin Donovan: Bill Truitt
- Lisa Kudrow: Lucia De Lury
- Lyle Lovett: Carl Tippett
- Ivan Sergei: Matt Mateo
- Johnny Galecki: Jason Bock
- William Lee Scott: Randy Cates
- Colin Ferguson: Tom De Lury
- Megan Blake: Bobette
- Dan Bucatinsky: Timothy
- Chauncey Leopardi: Joe
- Rodney Eastman: Ty
- Heather Fairfield: Jennifer Oakes

## Premis i nominacions

### Premis
- 1999: Chlotrudis Awards, Lisa Kudrow (millor actriu secundària)
- 1999: Florida Film Critics Circle Awards, Christina Ricci
- 1999: Premis Independent Spirit: Independent Spirit al millor guió i a la millor primera pel·lícula.
- 1999: Sindicat de Guionistes (WGA): Nominada a Millor guió original
- 1999: Premis Satellite, Christina Ricci
- 1998: National Board of Review, EUA, Special Recognition i Christina Ricci
- 1998: Premis New York Film Critics Circle
- 1998: Festival internacional del film de Seattle, Golden Space Needle Award, Christina Ricci
- 1998: YoungStar Awards, Christina Ricci

### Nominacions
- 1999: Globus d'Or a la millor actriu musical o còmica per Christina Ricci
- 1999: Teen Choice Awards
- 1999: Writers Guild of America,
- 1999: Online Film Critics Society Awards, Lisa Kudrow (millor actriu secundària)

## Crítica
- "Divertida i desvergonyida comèdia, millor escrita que dirigida"[3]
- "Film rar, per a fans de la Ricci"[4]